# Розенталь, Том (актёр)
Томас Алан Смит «Том» Розенталь (род. 14 января 1988, Лондон) — британский актёр. 

## Биография
Том Розенталь родился в Хаммерсмите, Лондон, в семье Джима Розенталя, спортивного журналиста и комментатора, чьи предки были еврейскими иммигрантами из Германии, и Кристины «Крисси» Розенталь (урождённой Смит), бывшего продюсера программы «Ночные новости». Одним из его прадедов по отцовской линии был врач и писатель, уроженец Германии Оскар Леви. Детство Тома Розенталя прошло в деревне Кукхем в Беркшире. Розенталь страдает обсессивно-компульсивным расстройством и открыто говорит об этом.
В 2011 году он сыграл одну из главных ролей Джонатана «Джонни» Гудмана в ситкоме «Ужин в пятницу вечером». Начиная с 2013 года снимался в роли Маркуса (одна из трёх главных ролей) в комедийном сериале «Плебеи», где его партнёром по съемочной площадке был Джоэл Фрай.
Всего, по состоянию на 2019 год, Том Розенталь снялся в семи сериалах и шести других кино- и телепроектах.
Том Розенталь также занимается стендапом, в 2019 году он анонсировал свой первый стендап-тур.
В 2018 году, во время Чемпионата мира по футболу, Том Розенталь посетил Россию, и описал свои впечатления в статье для газеты The Guardian.
С 2022 года в отношениях с Грейс Блэйкли.

## Фильмография
| Год  |     | Русское название         | Оригинальное название             | Роль               |
| ---- | --- | ------------------------ | --------------------------------- | ------------------ |
| 2009 | с   | Ужасные истории          | Horrible Histories                | Альфред Великий    |
| 2011 | с   | Обед в пятницу вечером   | Friday Night Dinner               | Джонни             |
| 2013 | с   | Убийство на пляже        | Broadchurch                       | Гарри Торп         |
| 2013 | с   | Плебеи                   | Plebs                             | Маркус             |
| 2013 | с   | На последнем дыхании     | Breathless                        | Сэм Рот            |
| 2013 | ф   | Рубцовая ткань           | Scar Tissue                       | Марк Хант          |
| 2014 | ф   | Джолин: Инди-фолк звезда | Jolene: The Indie Folk Star Movie | Томми              |
| 2015 | мс  | Громолёты, вперёд        | Thunderbirds Are Go               | Брендон Берренджер |
| 2016 | ф   | Бриджит Джонс 3          | Bridget Jones's Baby              | Джош               |
| 2016 | кор | ?                        | Elderflower                       | Феликс             |
| 2018 | мф  | ?                        | Under The Weather                 | Edward Cirrus      |
| 2019 | с   | ?                        | Dad's Army: The Lost Episodes     | Private Pike       |

## Награды и номинации
- Номинация на премию en:British Comedy Awards в 2011 году.
- Лауреат премии Leicester Mercury Comedian of the Year (совместно с Беном Таргетом), 2011[9].